# 夏色彈珠汽水
《夏色彈珠汽水》是Carol Works在2018年3月30日發售的戀愛冒險類型成人遊戲。

## 故事簡介
鶴岡悠小學時在北鎌町住了三年，並認識了一群好朋友。高二時的夏天，悠被母親逼著到北鎌町住，再次與兒時好友見面時，悠發現彼此間開始有了隔閡。而悠小時候常去的點心店「唐獅子堂」因為老闆娘生病的關係也將面臨收店的危機。為了不讓唐獅子堂關門，悠決定出手幫忙，並找回兒時好友的羈絆。

## 登場角色
鶴岡悠
作品男主角，夏天時從東京轉入北鎌學園，再次回到北鎌町時發現昔日的好朋友都變得不同，因此希望藉由振興唐獅子堂來恢復彼此的羈絆。
坂下彌生
悠的兒時好友，個性活潑且充滿行動力，不擅長讀書。
小嶋美咲（聲：花影螢）
悠的兒時好友，責任感強烈且擅長照顧人，但卻對家事不拿手。以前和彌生感情很好，現在因為一些紛爭和彌生冷戰。
山崎佳奈子
悠的兒時好友，小時候個性穩重，但現在經常吐槽他人並常有辛辣的發言，喜歡超自然現象。
本庄優希
悠的兒時好友，現在就讀大小姐學校東詠山學園。小時候常作男性打扮，直到和悠再次見面悠才知道她是女孩子。

## 主題曲
片頭曲
作詞：天咲麗，作曲、編曲：iyuna，主唱：solfa feat.霜月遙
通常片尾曲「remember」
作詞：天咲麗，作曲、編曲：橋咲透，主唱：solfa feat.
坂下彌生片尾曲「summerly I wish」
作詞：天咲麗，作曲、編曲：橋咲透，主唱：solfa feat.茶太
小嶋美咲片尾曲「close to your heart」
作詞：天咲麗，作曲、編曲：，主唱：solfa feat.nao
山崎佳奈子片尾曲
作詞：天咲麗，作曲、編曲：hash，主唱：solfa feat.Rin
本庄優希片尾曲
作詞：天咲麗，作曲、編曲：hash，主唱：solfa feat.hasumi

## 評價
《夏色彈珠汽水》於「萌系遊戲大賞」2018年3月的月間賞獲得第10名。

## 外部連結
- 夏色彈珠汽水官方網站 （页面存档备份，存于）（日語）
- 《夏色彈珠汽水》在視覺小說數據庫的頁面 （英文）